# Tristrophis unistriga
Tristrophis unistriga là một loài bướm đêm trong họ Geometridae.